# Charles Boyle, 3. Viscount Dungarvan
Charles Boyle, 3. Viscount Dungarvan (getauft 12. Dezember 1639; † 12. Oktober 1694 in Londesborough, Yorkshire), war ein englischer Adliger und Politiker.

## Leben
Er war der Sohn des Richard Boyle, 2. Earl of Cork, und der Elizabeth Clifford, 2. Baroness Clifford. Als Heir apparent seines Vaters führte er ab 1643 den Höflichkeitstitel Viscount Dungarvan. Er wurde im Haus des Sir Thomas Stafford in London getauft.
Am 8. Januar 1663 wurde er durch Writ of Acceleration ins irische House of Lords berufen und erbte dadurch vorzeitig den nachgeordneten irischen Titel seines Vaters als 3. Viscount Dungarvan. Am 6. Januar 1664 wurde er als Fellow in die Royal Society aufgenommen.
Er wurde wiederholt als Abgeordneter ins englische House of Commons gewählt, 1670 bis 1679 als Burgess für Tamworth, 1679 bis 1681 und 1685 bis 1687 als Knight of the Shire für Yorkshire.
Seinem Vater waren inzwischen auch die englischen Titel Earl of Burlington und Baron Clifford of Lanesborough verliehen worden. Am 16. Juli 1689 wurde er durch Writ of Acceleration auch ins englische House of Lords berufen und erbte dadurch vorzeitig auch den nachgeordneten englischen Titel seines Vaters als 2. Baron Clifford of Lanesborough.
Als am 6. Januar 1691 seine Mutter starb, erbte er deren englischen Titel als 3. Baron Clifford.
Er starb am 12. Oktober 1694 in seinem Anwesen Londesborough Hall in Yorkshire und wurde am 28. Oktober 1694 in der dortigen Familiengruft bestattet. Da er vor seinem Vater starb, war nicht er, sondern sein ältester Sohn Charles dessen direkter Nachfolger als 3. Earl of Cork und 2. Earl of Burlington.

## Ehen und Nachkommen
In erster Ehe heiratete er am 7. Mai 1661 Lady Jane Seymour (1637–1679), Tochter des William Seymour, 2. Duke of Somerset.
- Charles Boyle, 3. Earl of Cork (vor 1674–1703);
- Henry Boyle, 1. Baron Carleton;
- Lady Elizabeth Boyle (1662–1703) ⚭ James Barry, 4. Earl of Barrymore;
- Lady Mary Boyle († 1709) ⚭ James Douglas, 2. Duke of Queensberry;
- Lady Arabella Boyle († 1750) ⚭ Henry Petty, 1. Earl of Shelburne.

In zweiter Ehe heiratete er kurz vor dem 12. Mai 1688 Lady Arethusa Berkeley († 1743), Tochter des George Berkeley, 1. Earl of Berkeley. Mit ihr hatte er eine Tochter:
- Lady Arethusa Boyle ⚭ James Vernon.